# Pazir Tamsabor
Pazir Tamsabor (em persa médio: Pā(k)čihr ī Tahm-Šābuhr; em parta: Pāčihr Tahm-Šābuhr; em grego clássico: Παζηρ Ταμσαβουρ; romaniz.: Pazer tamsabour) foi dignitário persa do século III, ativo durante o reinado do xá Sapor I (r. 240–270). É conhecido apenas a partir da inscrição Feitos do Divino Sapor. Aparece na lista de dignitários da corte e está classificado na vigésima primeira posição dentre os 67 dignitários. "Tamsabor", como é designado, é um título que significa "Bravo é Sapor".